# Perscheid
Perscheid är en Ortsgemeinde i Rhein-Hunsrück-Kreis i det tyska förbundslandet Rheinland-Pfalz. Perscheid, som för första gången nämns i ett dokument från år 1248, har cirka 300 invånare.
Kommunen ingår i kommunalförbundet Verbandsgemeinde Hunsrück-Mittelrhein tillsammans med ytterligare 32 kommuner.